# دليل النجم المفهرس
دليل النجم المفهرس (GSC) هو فهرس نجمي وأكبر فهرس فلكي حتى الآن .دليل النجم المفهرس وضع أساسا لخدمة ودعم مرصد هابل الفضائي لذلك يسمى أيضا دليل مرصد هابل الفضائي المفهرس.GSC-I يحتوي على ما يقرب من 20,000,000 نجم من القدر الظاهري 6-15.و GSC-II يحتوي على 945,592,683 نجم إلى القدر الظاهري 21. وبقدر الإمكان تستبعد النجوم الثنائية والأجرام غير النجمية أو توضع علامة بأنها لا تلبي متطلبات مجسات التوجيه الدقيقة. دليل النجم المفهرس هو أول فهرس نجمي سماوي كامل أنشئ خصيصا للملاحة في الفضاء الخارجي.نشرت النسخة الأولى من هذا الفهرس في عام 1989.

## صيغة الفهرس
عند الاقتباس من مدخلة الفهرس، تكون الصيغة GSC FFFFF-NNNNN, أو بالتعاقب GSCfffff0nnnnn (fffff0nnnnn). ويشير التسلسل- F إلى رمز منطقة سماء هابل.

## دليل النجم المفهرس الثاني
دليل النجم المفهرس الثاني، هي نسخة مطورة للفهرس نشرت في عام 2008. وقد جمع الدليل المفهرس الثاني (GSC-II) بواسطة فرع فهرس ومسح معهد مراصد علوم الفضاء وفريق علم الفلك من مرصد تورينو الفلكي (إيطاليا). ويدون 945,592,683 نجم ويحتوى على مواقع وتصنيفات، ومقادير 455,851,237 نجم. أحدث مراجعة لهذا الإصدار (2.3.2) وهي نسخة قيد الاستخدام النشط لتحديد المواقع بدقة لتلسكوب هابل الفضائي.

## روابط خارجية
- GSC I and GSC II home
- GSC II